# Julius August Segerström
Julius August Segerström, August Julius Segerström (ur. 4 września 1819 w Gdańsku, zm. 21 marca 1891 w Gdańsku) – szwedzki urzędnik konsularny.
Syn Larsa Augusta Segerströma, konsula Szwecji i Norwegii w Gdańsku. Mianowany tamże wicekonsulem (1853), p.o. konsula (1860) i konsula (1866-1890).